# O级战列巡洋舰
O级战列巡洋舰（Schlachtkreuzern der O-Klasse）是纳粹德国海军计划在第二次世界大战期间服役的一级战列巡洋舰。为了对抗英国皇家海军，德国海军只得扩充其稀少的大型水面战舰。O级战列巡洋舰其实是在P級裝甲艦基础上修改而来的，主要改进之处是将后者的283毫米主炮更换为380毫米。该级战舰也是纳粹德国海军Z计划的一部分，主要任务是进攻敌人的海上运输线。
O级战列巡洋舰的设计正是围绕着它的任务进行的，其3座双联装380毫米主炮和厚重的装甲在对付护航舰队中装备203毫米主炮的重巡洋舰时游刃有余，同时足够高的航速使得它可以躲避敌方火力强战列舰。实际上直到战争结束，都没有一艘O级战舰被建造出来。

## 战列巡洋舰
1937年末、38年初时，建造一级战列巡洋舰的计划被提上议程，不过相比之下海军更感兴趣的是P级巡洋舰。1938年4月28日，希特勒表示有可能会和英国干上一仗，于是将海军的埃里希·雷德尔以及其他一些高级官员招集起来，告诉他们一个强大的足以伤害英国的海军有可能使英国选择同德国结盟而不是作战。以此出发，Z计划的破交任务由3艘H级战列舰、一艘航母完成，而护航则由若干艘巡洋舰同驱逐舰负责。交战时，O级战列巡洋舰或U潛艇在其他力量的掩护之下负责攻击敌方的运输船只。
1939年中期，Z计划中的P级巡洋舰开始为O级战列巡洋舰做出了让步。战列巡洋舰的排水量在新计划中被限制在3万吨以下，这样一来其建造时间就可以由战列舰通常的4年乃至4年以上缩减至3年半左右。对战列巡洋舰的要求还包括6门380毫米主炮、高平两用的副炮、34节以上的最高速度、15000海里的巡航距离，同时它的装甲要能抵挡重巡洋舰203毫米主炮的攻击。
同P级巡洋舰一样，在纯柴油机动力配置下很难达到这些要求，这样一来设计方案就被修改为柴油机-蒸汽机的混合动力配置。这个改动使得中央装甲带缩短了9米（30英尺），船尾宽度缩短3.5米（11英尺）。虽然设计还尚未确定，但基尔港的日尔曼尼亚船厂（Germaniawerft）已经在1939年8月8日接到了代码为Q的第三艘战列巡洋舰的订单。其排水量为31,652公噸（31,152長噸） 、而满载排水量则为35,945 t（35,377 long ton）。船体吃水则分别为8米（26英尺）和8.8米（29英尺），在水线高度全船长度为246米（807英尺），宽度为30米（98英尺）。主炮是3座双联装380毫米SK C/34型舰炮，炮管长度为47倍口径。副炮则有6座双联装150 mm（5.9英寸）48倍径平射炮和105 mm（4.1英寸）65倍径高射炮两种选择，这主要是因为当时德国还没有开发出合适的高平两用炮。小口径防空炮则由8座4联装37毫米高炮和20座20毫米单装机关炮组成，此外还配置有12具533毫米鱼雷发射器。因为计划的变更，最高时速降低为
33.5 kn（62.0 km/h），最大功率为173,600千瓦。
1940年，这一计划被同时呈递给了希特勒及雷德尔并得到了批准。然而，由于缺乏原材料和其它订单的影响，这艘船的龙骨从未被铺设过。

## 规格

### 主要特征
在1940年完成的最终设计方案中，船只的水线长度为248.2米（814英尺），宽度为30米（98英尺），设计吃水深度为
8.02米（26.3英尺），排水量也被修改为28,900 short ton（26,200 t），满载排水量则成了35,400 short ton（32,100 t）。焊接而成的船体将由20间水密隔舱组成，双层船底占据了船壳总长度的78%。战列巡洋舰还携带着许多小型船只，两支烟囱之间架设着发射水上飞机用的弹射器，4架Ar 196主要是用于海上侦察。

### 动力
O级战列巡洋舰由8台MAN公司的24缸V型两冲程柴油发动机提供动力，柴油发动机驱动了两台伏尔坎（Vulcan）变速箱，每台变速箱带动着一具直径4.85米（15.9英尺）的3叶片螺旋桨。柴油发动机后方是4台工作在55个大气压下的高压蒸汽机，他们被单独安置在一个锅炉间内。蒸汽机驱动着布朗勃法瑞公司的涡轮机，涡轮机又带动着船尾中央直径4.9米（16英尺）的3叶片螺旋桨。O级战列巡洋舰为其高压蒸汽机准备了1000吨燃油，柴油机则配备了4610吨。整船配备了两具船舵，8台920千瓦的柴油发电机组负责为全船提供电力。

### 武器
O级的主炮是380毫米SK C/34型舰炮，装置在同俾斯麥號戰列艦相同的Drh LC/38炮塔内。3座炮塔2前1后，主炮的俯仰角度范围为-8°至35°，最大射程为36,200米（39,600 yd），每门大炮配置了105发炮弹。炮弹一共有三种型号： 被帽穿甲弹、两种不同型号的高爆榴弹，所有炮弹的单发重量为800（1,800磅），每门大炮使用一个99.5（219磅）的前推进火药包和一个112.5（248磅）黄铜壳包裹的主推进包，炮弹的发射速度可达每秒820米。
副炮为3座双联装15 cm（5.9英寸） L/48 SK C/28速射炮，两座放置在上层建筑的前方两侧，另一座安置在上层建筑的后方靠近后方炮塔的位置。每门炮拥有150发炮弹，最大射程为23,500米（25,700 yd）。防空方面则有8门双联装10.5 cm（4.1英寸） L/65 SK C/33重型防空炮，8门3.7 cm（1.5英寸） L/83 SK C/30和20门20毫米机关炮。上层建筑两侧各放置着两座105毫米防空炮炮塔，20毫米机关炮则分散配置在上层建筑各处。

### 装甲
O级使用的是克虏伯公司的沃坦（Wotan）钢铁装甲，主装甲带厚达190 mm（7.5英寸），主要是保护动力部门和弹药库等重要部位。次要部位的装甲厚度为100 mm（3.9英寸）。鱼雷隔舱的长度同全船相近，其厚度为45毫米，在中央保护区域还有第二道鱼雷隔舱，根据保护对象的重要性其厚度为80至110毫米不等。除鱼雷隔舱是沃坦Weich钢材，所有的侧面装甲使用的都是沃坦Hart钢铁。顶部甲板的厚度为50 mm（2.0英寸），装甲甲板厚度则为20至80毫米之间，装甲带同一条110毫米厚的斜装装甲相连。指挥塔前部的顶部厚度为60毫米，侧面为200毫米。指挥塔后部的装甲就要薄弱的多，其顶部装甲只有30毫米厚，侧面为50毫米。测距仪也被20毫米厚的顶部装甲和30毫米厚的侧面装甲保护着，以防止弹片破坏。主炮塔顶部装甲为50毫米厚，侧面装甲210 mm（8.3英寸），内部装甲带厚达180 mm（7.1英寸）。150毫米副炮的装甲厚度为14 mm（0.55英寸），主要是防御弹片。所有的防空炮和水上飞机的机库也都用14毫米厚的装甲保护着。

## 船只列表
战列巡洋舰 O
- 安放龙骨: 基尔港德意志船厂，施工编号265

战列巡洋舰 P
- 安放龙骨:威廉港海军船厂，施工编号133

战列巡洋舰 Q
- 安放龙骨: 基尔港日尔曼尼亚船厂[2]

## 流行文化
在战游网发行运营的3D大型多人在线角色扮演射击游戏《战舰世界》中，德国巡洋舰科技树的加值艦艇: IX级战舰齊格菲號、IX级战舰埃吉爾號和X級戰艦希爾德布蘭德號（Hildebrand），设计均基于历史上的O級戰列巡洋艦计划，但前二者均有德國於二戰末期才有研製計劃的128毫米SK C/41型艦炮和5.5厘米58年式高射炮；埃吉爾更装备从未出现在历史计划中的305毫米SK C/39型艦炮，並且刪除了水上偵察機库；希爾德布蘭德再在埃吉爾以上按照德國1942年「大西洋航空巡洋艦」計劃，將艦舯的艦橋至艦艉三號主炮塔替換為具有左側艦島的航空甲板，可起降Ta 152C-1/R14魚雷／俯衝轟炸機，相對的副炮變回150毫米 SK C/28副炮與10.5（4.1英寸） SK C/33防空炮。及後在同遊戲中，法國巡洋舰科技树的加值艦艇: X級戰艦拉蒂格上將號（Amiral Lartigue），设定為法國海軍繳獲的希爾德布蘭德號，並將該艦大部分原有武裝以法國武器系統取代，如集中在艦艏的主炮組改由六門330公厘火炮組成，而艦載彈跳轟炸機則是SNCASE SE.580。